# John Sinclair, 9:e lord Sinclair
John Sinclair, 9:e lord Sinclair, född 1610, död 1676, var en skotsk politiker.
Sinclair var under striderna mellan Karl I och engelska parlamentet som presbyterian ivrig anhängare av the covenant, men slöt sig 1650 till Karl II vid dennes försök att återerövra sina kronor, blev fången vid Worcester 1651 och hölls i fängelse till restaurationen 1660; följande år blev han skotsk rådsmedlem.